# Selon (Provença)
Selon (occità) (Salon-de-Provence (francès)) és una comuna francesa al departament de les Boques del Roine (regió de Provença-Alps-Costa Blava). L'any 1999 tenia 37.079 habitants.

## Demografia
| Evolució de la població Ehess i INSEE |       |       |       |       |       |       |       |       |
| 1793                                  | 1800  | 1806  | 1821  | 1831  | 1836  | 1841  | 1846  | 1851  |
| 6 787                                 | 5 100 | 5 167 | 5 864 | 5 987 | 5 793 | 5 617 | 6 355 | 6 564 |

| 1856  | 1861  | 1866  | 1872  | 1876  | 1881  | 1886  | 1891  | 1896   |
| ----- | ----- | ----- | ----- | ----- | ----- | ----- | ----- | ------ |
| 7 057 | 6 533 | 6 714 | 7 522 | 7 021 | 7 503 | 8 598 | 9 152 | 10 936 |

| 1901   | 1906   | 1911   | 1921   | 1926   | 1931   | 1936   | 1946   | 1954   |
| ------ | ------ | ------ | ------ | ------ | ------ | ------ | ------ | ------ |
| 12 872 | 14 050 | 14 019 | 13 155 | 12 900 | 13 193 | 13 482 | 15 826 | 17 597 |

| 1962   | 1968   | 1975   | 1982   | 1990   | 1999   | 2006 | 2011 | 2016 |
| ------ | ------ | ------ | ------ | ------ | ------ | ---- | ---- | ---- |
| 21 393 | 30 722 | 34 576 | 34 846 | 34 064 | 37 079 | -    | -    | -    |

| 2019 | - | - | - | - | - | - | - | - |
| ---- | - | - | - | - | - | - | - | - |
| -    | - | - | - | - | - | - | - | - |

## Administració
| Període   | Identitat      | Partit          |
| --------- | -------------- | --------------- |
| 1956-1989 | Jean Francou   | CDS             |
| 1989-2001 | André Vallet   | PS, després UDF |
| 2001-2002 | François Blanc | PS              |
| 2002-     | Michel Tonon   | PS              |

## Agermanaments
- Aranda de Duero
- Gubbio
- Szentendre
- Wertheim
- Huntingdon-Godmanchester

## Personatges il·lustres
- Francisque Teyssier, ciclista
- Nostradamus, famós apotecari i profeta

## Educació
- École de l'Air